# Johann Hermann Knoop

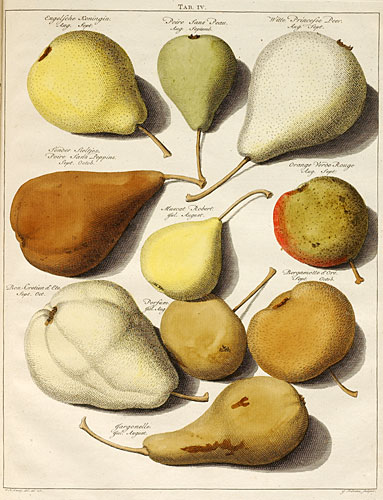
Illustration extraite de "Pomologie ou description des meilleures sortes de pommes et de poires." - 1771

Jean Herman Knoop était un grand jardinier néerlandais, né vers 1700 et mort en 1769.

## Biographie
En 1753, il publia en néerlandais un Traité de jardinage théorique et pratique mais il est essentiellement connu pour deux ouvrages traitant des fruits : 
Il créa en parallèle avec Henri Louis Duhamel du Monceau (1700-1782) les premiers ouvrages de pomologie :
- Pomologie, ou description des meilleures sortes de pommes et de poires, publié en néerlandais en 1758 et en français en 1771. Y figurent des illustrations botaniques de fruits à côté de leurs descriptions écrites. Ce type d’ouvrage était très novateur à l’époque.
- Fructologie, ou description des arbres fruitiers, publié en néerlandais en 1763 et en français en 1771 et illustré de dix-neuf planches qu’il dessine lui-même.

Il aurait passé plus de vingt ans en tant que jardinier professionnel au service, entre autres, de la princesse Marie-Louise d’Orange.